# Louis Salica
Louis Salica, detto Lou (Brooklyn, 16 novembre 1912 – 30 gennaio 2002), è stato un pugile statunitense.
Di famiglia di origine italiana, divenne professionista nel 1932.
Campione del mondo dei pesi gallo negli anni trenta, sono ricordate le sfide con campioni del calibro di Sixto Escobar, Manuel Ortiz e Harry Jeffra.
Vinse la medaglia di bronzo di Pugilato ai Giochi della X Olimpiade - Pesi mosca.